# Heterocerus hardei
Heterocerus hardei is een keversoort uit de familie oevergraafkevers (Heteroceridae). De wetenschappelijke naam van de soort is voor het eerst geldig gepubliceerd in 1988 door Mascagni.